# Shori Murata
Shori Murata (jap. 村田 勝利, Murata Shori; * 4. September 1993 in Tokio) ist ein japanischer Fußballspieler.

## Karriere
Shori Murata erlernte das Fußballspielen in der Schulmannschaft der Toko Gakuen High School sowie in der Universitätsmannschaft der Kanto Gakuin University. Seinen ersten Vertrag unterschrieb er im Februar 2016 bei HBO Tokyo in Tokio. Am 1. August 2016 wechselte er nach Laos. Hier unterschrieb er einen Vertrag beim Lao Toyota FC. Der Verein aus der laotischen Hauptstadt Vientiane spielte in der höchsten Liga, der Lao Premier League. 2017 feierte er mit dem Klub die laotische Fußballmeisterschaft. Anfang 2018 ging er in die Mongolei. Hier verpflichtete ihn der Athletic 220 FC. Mit dem Verein aus Ulaanbaatar spielte er in der ersten Liga, der National Premier League. Anfang 2020 verließ er die Mongolei und wechselte nach Myanmar, wo ihn der Erstligist Yangon United aus Rangun unter Vertrag nahm. Für Yangon bestritt er sieben Erstligaspiele. Ende 2020 wurde sein Vertrag nicht verlängert. Von Januar 2021 bis Anfang Juni 2021 war er vertrags- und vereinslos. Am 4. Juni 2021 unterschrieb er ein Indonesien einen Vertrag beim Erstligisten Persiraja Banda Aceh. Für den Klub aus Banda Aceh stand er 15-mal in der ersten Liga auf dem Spielfeld. Ende Dezember 2021 wurde sein Vertrag nicht verlängert. Von Dezember 2021 bis Mitte Mai 2022 war er vertrags- und vereinslos. Am 15. Mai 2022 unterschrieb er einen bis Saisonende datierten Vertrag beim laotischen Erstligisten Young Elephants FC. Am 28. August 2022 stand er mit den Elephants im Endspiel des laotischen Pokals. Hier besiegte man den Erstligisten Master 7 FC mit 2:1 nach Verlängerung. Für dei Elephants bestritt er elf Ligaspiele. Von September 2022 bis Mitte Juni 2023 war er wieder vertrags- und vereinslos. National Defense Ministry FC, ein Erstligist aus der kambodschanischen Hauptstadt Phnom Penh, verpflichtete ihn am 15. Juni 2023.

## Erfolge
Lao Toyota FC
- Laotischer Meister: 2017

Young Elephants
- Laotischer Pokalsieger: 2022